# Masyw Ślęży

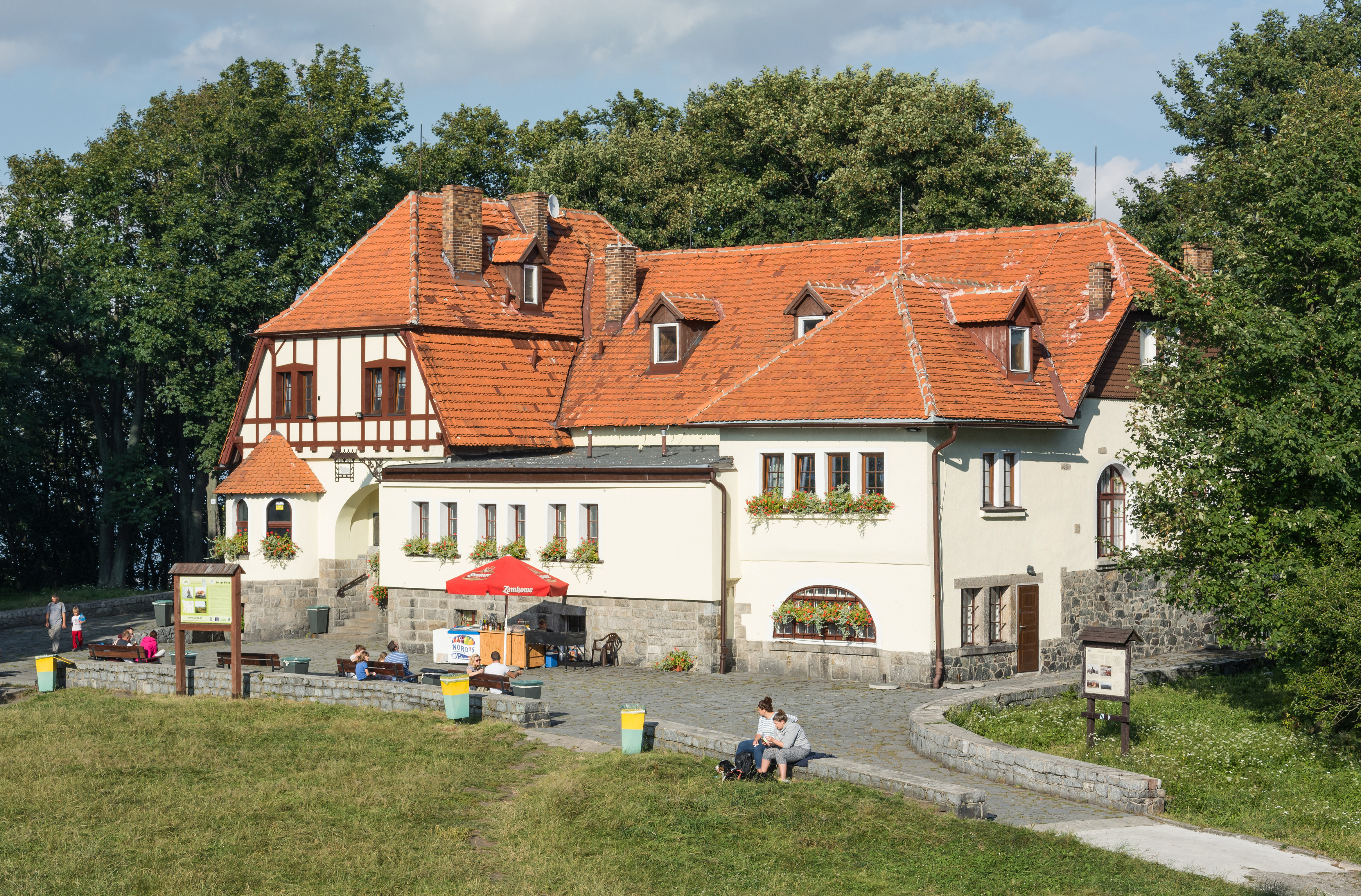
Dom Turysty PTTK na Ślęży

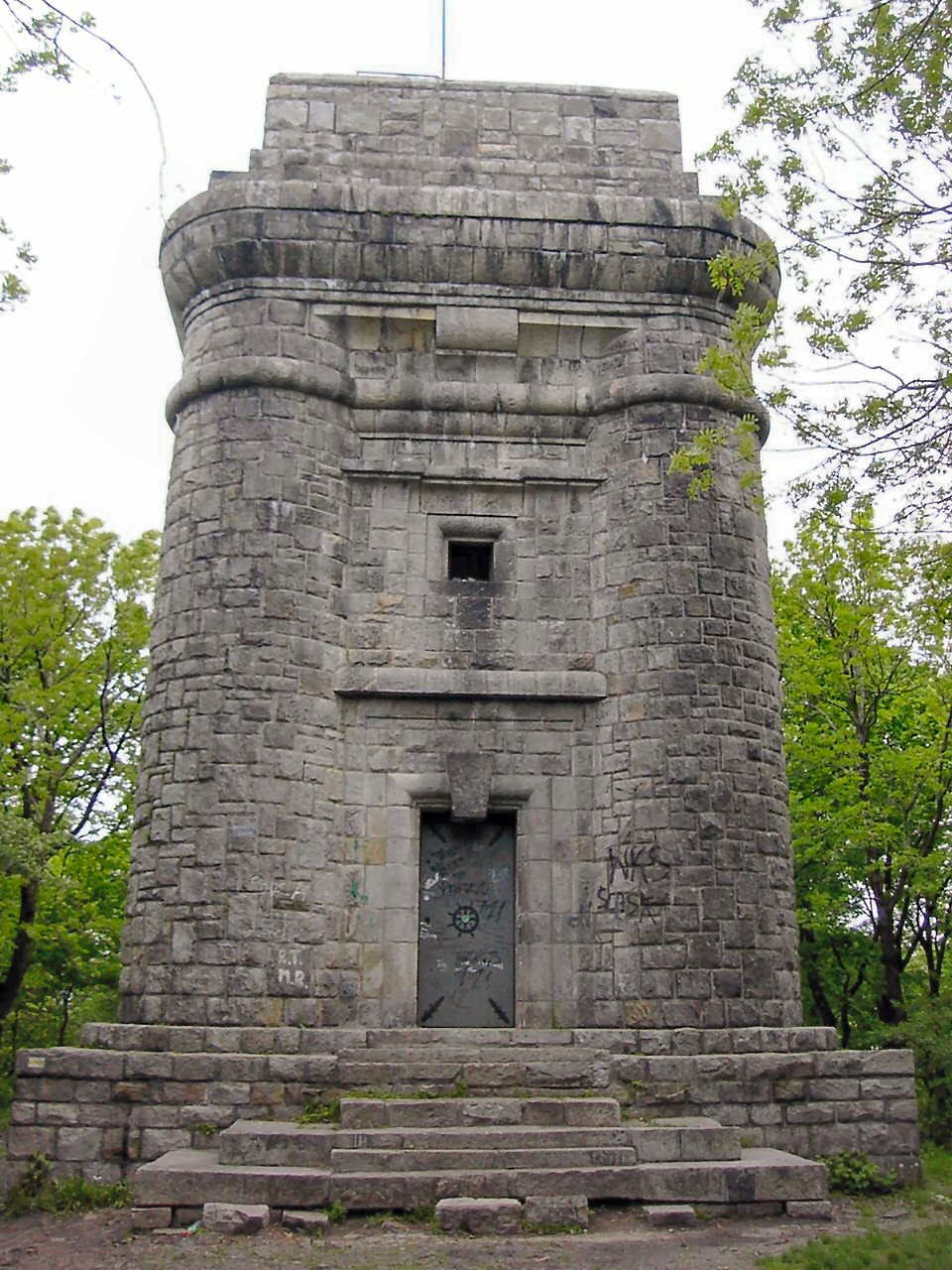
Wieża na szczycie Wieżycy

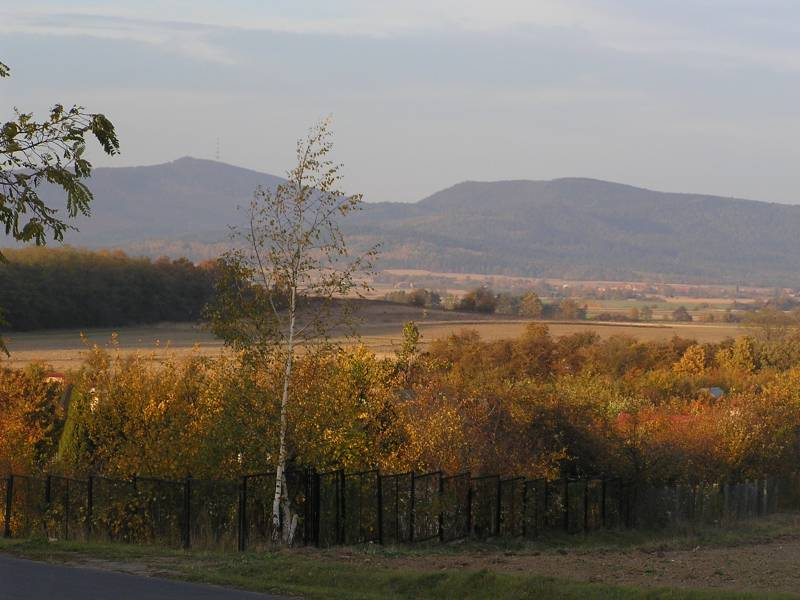
Ślęża z Radunią widok od Dzierżoniowa

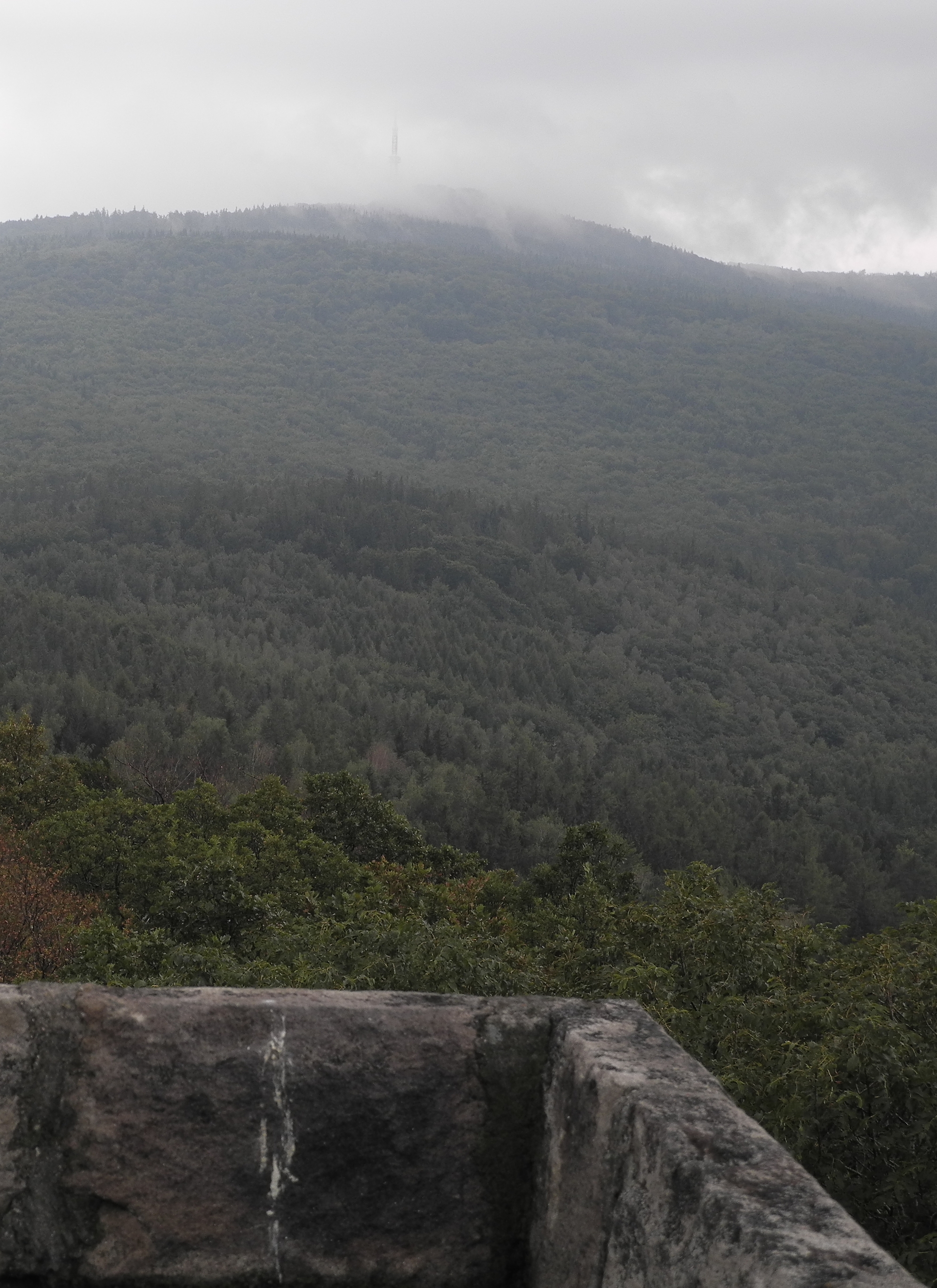
Szczyt Ślęży zasłonięty niskimi chmurami

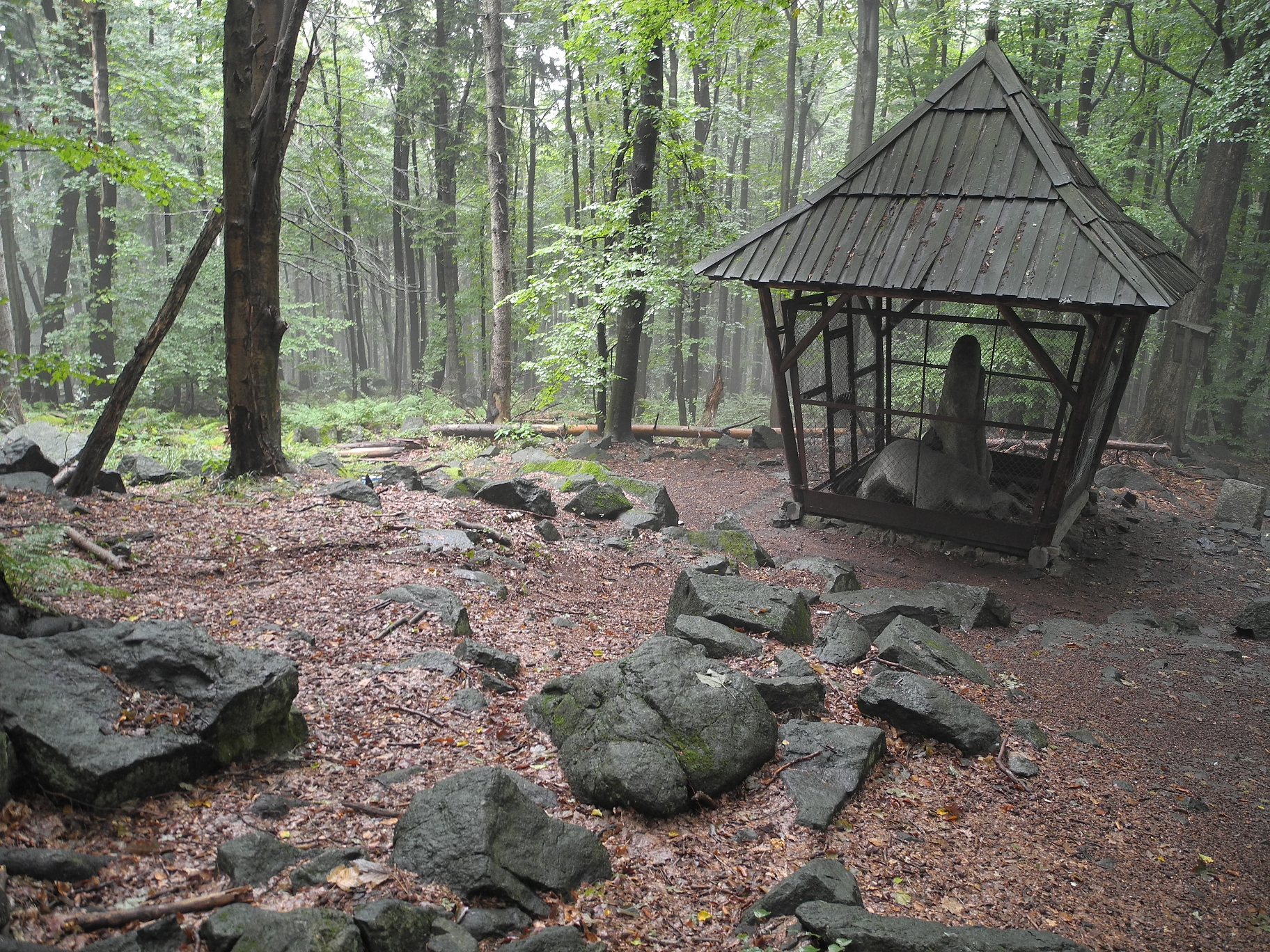
Krajobraz na zboczu Ślęży

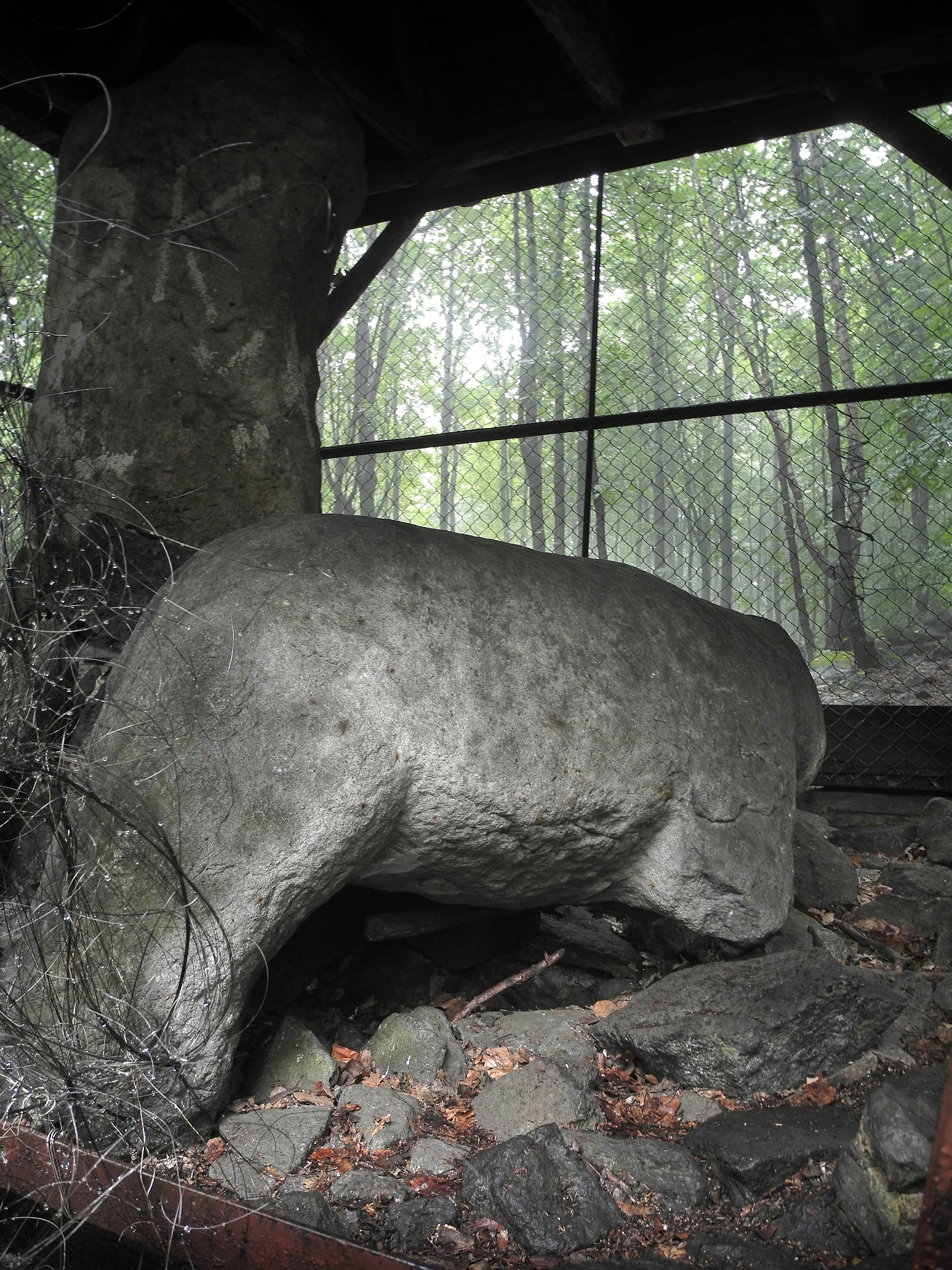
Rzeźba kultowa na zboczu Ślęży – „Niedźwiedź” (jeden z dwóch), rzeźba umiejscowiona obecnie obok rzeźby "Panna z rybą" przy czerwonym szlaku turystycznym z Sobótki na szczyt Ślęży

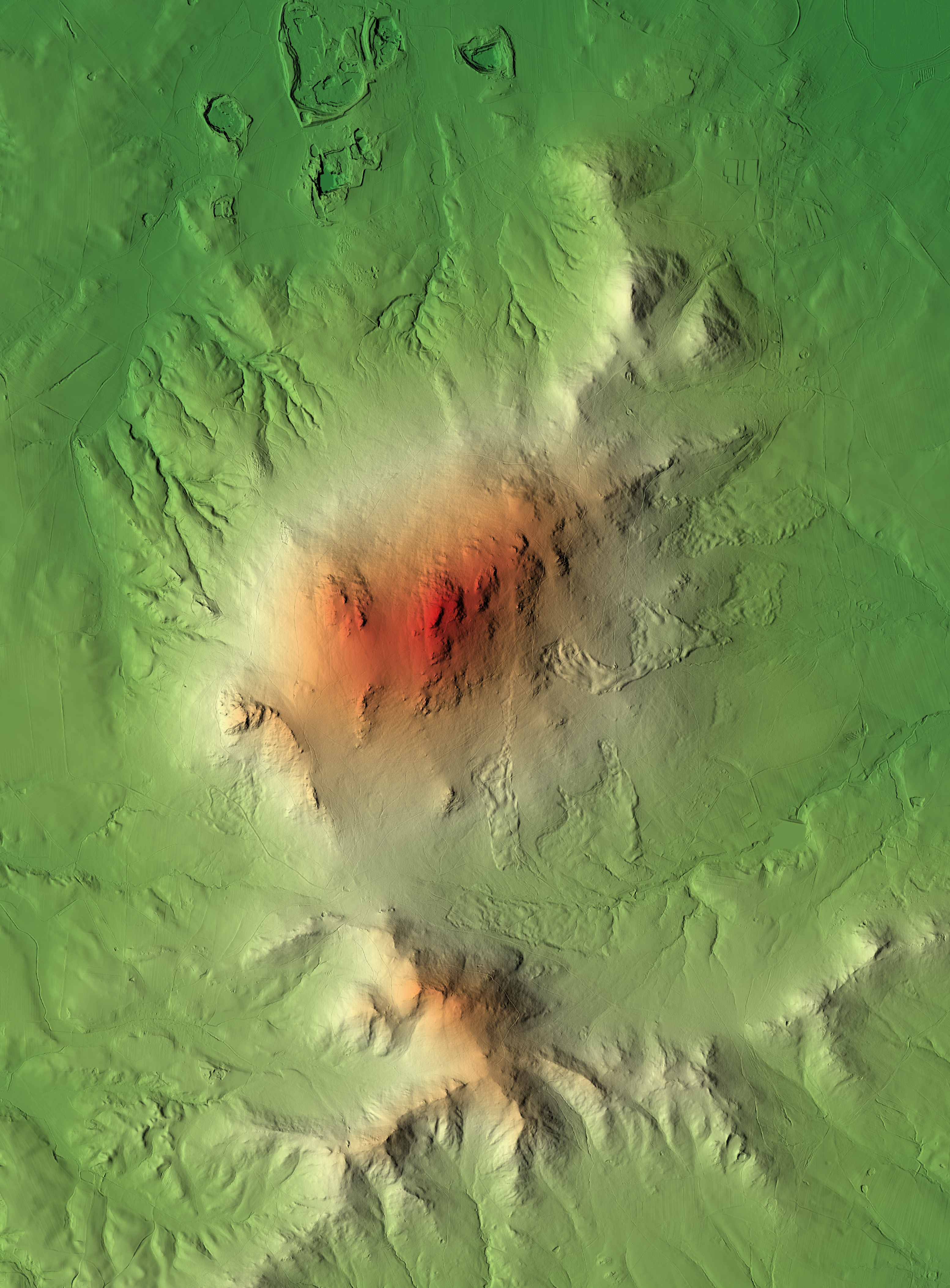
Masyw ślęży - mapa cieniowana hipsometryczna

Masyw Ślęży (niem. Zobten-Gebirge) (332.13) – najbardziej na północ wysunięty fragment Przedgórza Sudeckiego, zaraz za Równiną Świdnicką i Wzgórzami Strzegomskimi, wraz z nimi należący do Przedgórza Sudeckiego.

## Położenie
Masyw Ślęży od północy graniczy z Równiną Kącką (fragment Równiny Wrocławskiej), od wschodu i południowego wschodu ze Wzgórzami Niemczańsko-Strzelińskimi, od południa z Obniżeniem Podsudeckim i od zachodu z Równiną Świdnicką. Administracyjnie znajduje się w województwie dolnośląskim.

## Opis
Masyw jest także najwyższym wzniesieniem Przedgórza Sudeckiego (szczyt Ślęży ma wysokość 718 m n.p.m.). Przewyższa otaczające go równiny o ponad 500 metrów, stąd wydaje się niezwykle monumentalny. Przy dobrej widoczności widoczny jest ze Wzgórz Trzebnickich, a także ze Śnieżnych Kotłów, Śnieżki, Śnieżnika, Keprníka i Vozki. Masyw przypomina nieco rozczłonkowaną i zdeformowaną literę Y, można w nim wyróżnić trzy wyraźne części:
- od północy ku południowi, pomiędzy Sobótką, a przełęczą Tąpadła, wznosi się Ślęża z Wieżycą (nazywana niekiedy Górą Kościuszki), Gozdnicą i Stolną,
- na południe od przełęczy Tąpadła znajduje się Radunia, drugi co do wysokości szczyt Masywu, a na północny wschód od niej, od Przełęczy Słupickiej przez Przełęcz Sulistrowicką aż po kulminację Gozdnika ciągnie się pasmo niewysokich Wzgórz Oleszeńskich,
- na południowy zachód od Raduni znajduje się trzecia co do wysokości góra masywu, Czernica (481 m n.p.m.), w zboczach której istnieją ślady szybów kopalni chromitu z przełomu XIX i XX wieku, w tym samym kierunku od Raduni leżą nieco odosobnione niewielkie Wzgórza Kiełczyńskie z najwyższym szczytem Szczytną.

Masyw Ślęży znajduje się 34 km na południowy zachód od Wrocławia. Od zachodu przylega do niego Równina Świdnicka, od północy i wschodu Równina Wrocławska, natomiast od południowego zachodu Kotlina Dzierżoniowska.

## Geologia
Pod względem geologicznym obejmuje fragment bloku przedsudeckiego. Najstarszą skałą w Masywie Ślęży jest ciemnozielone gabro, pochodzące z orogenezy kaledońskiej sprzed około 350 milionów lat. Z gabra zbudowane są partie szczytowe, południowy i wschodni stok Ślęży. Północna część masywu w rejonie Wieżycy, Gozdnicy i Stolnej zbudowana jest z amfibolitów, a część południowa – masyw Raduni, Wzgórza Oleszeńskie i Wzgórza Kiełczyńskie – z serpentynitów masywu Gogołów-Jordanów. W czasie następnej orogenezy hercyńskiej, przed około 250 milionami lat, wykrystalizowały jasnoszare granity, budujące północno-zachodnie zbocza Ślęży.
Z występowaniem jasnozielonych serpentynitów związane są złoża magnezytu, chromitu i nefrytu, eksploatowane w okolicy obecnie lub w przeszłości.
Najmłodsze alpejskie ruchy górotwórcze (sprzed 15–10 milionów lat) spowodowały oddzielenie Przedgórza od Sudetów i wyodrębnienie masywu, którego trzon zachował się dzięki dużej odporności budujących go skał. Stąd pochodzi wyspowatość masywu.
W plejstocenie w erze kenozoicznej Masyw Ślęży był dwukrotnie ogarnięty lądolodem skandynawskim, w zlodowaceniu południowopolskim (przed 480–430 tysiącami lat) i środkowopolskim (przed 240–180 tysiącami lat). Szczyt wystawał nad powierzchnię lodowca tylko około 100 m, w formie nunataka. Surowy klimat doprowadził do potrzaskania odsłoniętej skały i utworzenia wokół szczytu gołoborzy, obecnie porośniętych lasem. W trakcie topnienia lodu na spłaszczeniach pod szczytem pozostały czapy moreny, a na stokach terasy kemowe, utworzone z piasku składanego przez spływające wody. U podnóża pozostały po ustąpienia lodowca gliniaste osady moreny dennej, która zrównała dawniejsze zaklęsłości i przykryła grubym płaszczem starsze osady. Lokalnie, zwłaszcza od strony południowej, osadzone zostały utwory pylaste, na których utworzyły się żyzne gleby lessowe.
U podnóży znajdują się kopalnie eksploatujące złoża granitu, serpentynitu i magnezytu. Kiedyś wydobywano kwarc oraz chromit.

## Klimat
Odrębność Klimatyczna regionu związana jest z jego wyniesieniem w stosunku do otaczających go równin. Partie szczytowe mają średnie temperatury powietrza o około 1,5 °C niższe od podnóża, o miesiąc dłuższą zimę i o trzy tygodnie krótsze lato. Wzniesienia Masywu wymuszają pionowe prądy powietrza, co sprzyja rozwojowi chmur i opadom. Szczyty gór otrzymują średnio o 150 mm opadów rocznie więcej niż równiny. Wyraźnie więcej jest tu burz, mgieł i silnych wiatrów. Stąd też pochodzi nazwa góry – od staropolskiego ślęg – mokry, wilgotny.

## Flora i fauna
Skład tej roślinności kwalifikuje ją do regla dolnego, chociaż pewne zmiany spowodował człowiek. W drzewostanie lasu pokrywającego właściwie cały obszar Masywu przeważają świerki. Dużo jest drzew liściastych, głównie dęby i buki podchodzących pod sam bezleśny szczyt. Lokalnie rosną stare jawory, szczególnie dużo na Ślęży, las sosnowo-dębowy na Raduni, zaś na Wieżycy – lipy i jarzęby brekinie, a także fragment starego bukowego lasu. W niższych partiach występują sporadycznie różnogatunkowe grądy, natomiast wzdłuż strumieni kępy olch i jesionów, tworzących zbiorowiska łęgowe oraz unikalne zespoły bagienno-torfowiskowe. Ze względu na specyficzny mikroklimat i podłoże odnaleźć tu można wiele rzadkich okazów flory i fauny.
Do roślin terenów górskich można zaliczyć występujące tu: kokoryczkę okółkową, dziki bez koralowy, przenęt purpurowy, różę alpejską czy lepiężnik biały. Z roślin typowych dla obszarów podgórskich i nizinnych występują tu pospolicie zawilec gajowy, marzanka wonna, tojeść gajowa. W wielu miejscach spotkać można borówczyska.
Interesującą cechą flory Masywu jest obecność licznych suchorośli związanych głównie ze skałami serpentynitowymi i amfibolitowymi. Rosną tu między innymi gorysz siny, leniec alpejski, pięciornik biały i skalny. Charakterystyczne jest występowanie, na południowo-wschodnich serpentynitowych wzniesieniach, czterech gatunków paproci związanych wyłącznie z tą skałą: zanokcicy serpentynowej, klinowatej, ciemnej, kończystej. Trzy pierwsze można spotkać w Polsce tylko w Górach Sowich, natomiast zanokcicę kończystą odkryto tylko w starym kamieniołomie na Gozniku. Dla ochrony rzadkich i endemicznych roślin, zabytków megalitycznych, a także dla zachowania specyficznego krajobrazu zaczęto tworzyć rezerwaty.
Różnorodność środowiska przyrodniczego Masywu Ślęży sprzyja życiu wielu drobnych zwierząt bezkręgowych. Stwierdzono tu występowanie 72 gatunków ślimaków, 70 gatunków motyli dziennych, 360 gatunków pająków. Z większych ssaków żyje niewielka liczba saren europejskich, lisów, dzików i jeleni, z mniejszych kuny leśne i tchórze, gryzonie reprezentują wiewiórki i popielice.

## Ochrona przyrody
Jako pierwszy w 1954 roku utworzony został rezerwat krajobrazowo-geologiczny Góra Ślęża, w którego skład wchodzą także tereny archeologiczne (łącznie 142,7 ha). Następnie w 1958 roku powstał rezerwat florystyczny Łąka Sulistrowicka. W tym samym roku powstał również rezerwat Góra Radunia rzadkie rośliny, jak i również nieźle zachowany wał kultowy. W latach siedemdziesiątych powstaje rezerwat archeologiczny w Będkowicach, a następnie rezerwat Skalna geologiczno-krajobrazowy. Na końcu w roku 1988 dla ochrony walorów przyrodniczych i krajobrazowych Masywu Ślęży stworzono Ślężański Park Krajobrazowy, obejmujący swym zasięgiem wszystkie wyżej wspomniane rezerwaty.

## Dzieje regionu

### Prehistoria
Człowiek w Masywie Ślęży pojawił się w plejstocenie, gdy północne części Polski pokrywały jeszcze resztki lądolodu. Z ocieplającym się klimatem, od południa zaczęły napływać luźne i nieliczne koczownicze grupy myśliwych i zbieraczy. Również w paleolicie (starsza epoka kamienna 10000–7000 lat p.n.e.) grupy takie pojawiały się tylko sporadycznie. Dopiero jednak z mezolitu (7000–4000 lat p.n.e.) pochodzą najstarsze szczątki szkieletów ludzkich, znalezione w Tyńcu nad Ślęzą. W neolicie (młodsza epoka kamienna 4000–1800 lat p.n.e.) grupy łowców przechodzą stopniowo do osadnictwa i rolnictwa. Osiadły tryb życia pozwala na rozwijanie rzemiosła. Odnalezione w tych okolicach produkty garncarstwa swoimi ornamentami wskazują na występowanie kultury ceramiki wstęgowej.
Na stokach Raduni rozpoczęto eksploatację serpentynitu (wyrób narzędzi), zaś w pobliskim Jordanowie Śląskim nefrytu. Nefryt oprócz tutejszych złóż oraz koło Złotego Stoku występuje w Alpach, Skandynawii, Chinach i Nowej Zelandii. Ludność wydobywająca tą cenną skałę wytworzyła specyficzną kulturę, którą wyodrębniono i nazwano kulturą jordanowską. Narzędzia wytworzone tutaj wywożono daleko, być może i do Troi. Przez Jordanów przechodził szlak cynowy, wiodący z przedpola Alp do Azji Mniejszej.
W epoce brązu (1800–700 lat p.n.e.) okolice Masywu Ślęży były już dość gęsto zasiedlone. U jego podnóża pojawiły się nowe osady w Sobótce i w Świątnikach. Ludność prócz rolnictwa zajmowała się garncarstwem. Prawdopodobnie wtedy zaczął kształtować się ośrodek kultowy w Masywie, w którym Ślęża została poświęcona słońcu, zaś Radunia – księżycowi. Kultura unietycka około 1400 r. p.n.e. zaczęła przechodzić w przedłużycką, a ta po 200–300 latach w łużycką.

### Celtowie
Plemiona Celtyckie wywarły duży wpływ na rozwój tutejszych plemion. Na początku okresu lateńskiego (400 lat p.n.e. – początek n.e.), plemiona celtyckie, wywodzące się z dorzecza Renu i Dunaju rozpoczęły kolonizację środkowej Europy. W IV w. p.n.e. jedno z plemion dotarło z Czech przez Przełęcz Międzyleską na środkowy Śląsk. Celtowie podbili część miejscowych rolniczych plemion i stworzyli własne państwo na żyznych glebach między Bystrzycą, a Nysą Kłodzką, na wzgórzach wznieśli warowne osady. Na wysokim poziomie postawili metalurgię (głównie żelaza), garncarstwo i szklarstwo. Rozpowszechnili takie wynalazki jak: koło, piece garncarskie, dymarki, żelazne sierpy i radlice, żarna rotacyjne. Wprowadzili do obiegu przywiezione ze sobą, a później wyrabiane na miejscu monety. Celtowie utrzymywali ożywione kontakty z Rzymem. Mogło się to przyczynić do utrwalenia szlaków handlowych wiodących ze Śląska przez Sudety i Morawy nad Morze Śródziemne.
Już w II w. p.n.e. Celtowie stopili się z miejscową ludnością. Oryginalną pamiątką tego procesu jest nazwa grodu założonego przez Celtów. Podbite plemiona nazwały go Niemcy – Niemcza na oznaczenie grodu "niemych" to jest posługujących się nieznana mową. Również pierwotna nazwa Gór Sowich – Góry Iłowe wywodzi się prawdopodobnie od celtyckiego jil (złoto), jako że było ono tam przez Celtów wydobywane.

### Czasy historyczne
Pod koniec X wieku Mieszko I włączył Śląsk do państwa Polan. W tym czasie ślężańskie kamieniołomy przeżywały rozkwit, zaś w Będkowicach i Strachowie powstały nowe osady. W czasie tak zwanej reakcji pogańskiej Ślęża jako ośrodek kultu pogańskiego stanowiła jedną z baz powstańczych. Baza została zniszczona, a Ślęża wraz z rozległymi włościami trafiła w ręce dziada Piotra Włostowica. Sam palatyn osadził w Górce (obecnie dzielnica Sobótki) kanoników regularnych św. Augustyna. Aż do kasaty zakonów w Prusach w 1810 roku historia Masywu związana była z tym zakonem.
Ślężański gród w 1294 bronił przejścia ku Wrocławiowi wojskom Wacława II. W 1343 Bolko II Srogi kupił Sobótkę z przyległościami, w tym szczytem góry Ślęży dla zbudowania zamku w miejscu dawnego grodu.
W latach wojen husyckich zamek na Ślęży był siedzibą wojsk powstańczych pod dowództwem Choldy. Dzięki poparciu ludności polskiej i sprzyjającym warunkom terenowym mogli się długo utrzymywać. Po zaciętych walkach z przeważającymi siłami wojsk biskupa wrocławskiego i okolicznych miast husyci zostali zmuszeni do kapitulacji. Była ona jednak honorowa i pokonani nie składając broni zostali odprowadzeni do czeskiej granicy. Zamek na szczycie został częściowo zburzony przez zwycięzców. Służył on potem rycerzom rabusiom. Nękani rozbojami, które rabowały karawany kupieckie, mieszczanie wrocławscy i świdniccy zdobyli zamek i zniszczyli go doszczętnie. Ślady po nim zachowały się do dziś.

## Turystyka
Teren Masywu Ślęży jest stosunkowo dobrze zagospodarowany pod względem turystycznym. Istnieje wiele wyznaczonych i oznakowanych pieszych szlaków turystycznych, w tym dwa szlaki archeologiczne (oznakowane stylizowanymi niedźwiedziami ślężańskimi). Wyznaczona jest także ścieżka rowerowa.
Masyw Ślęży wraz ze swoimi osobliwościami, zabytkami, warunkami przyrodniczymi oraz z infrastrukturą turystyczną – schroniskami, punktami gastronomicznymi itp. – stanowi dogodne miejsce wypoczynku dla mieszkańców Wrocławia, Świdnicy, Bielawy czy Dzierżoniowa.

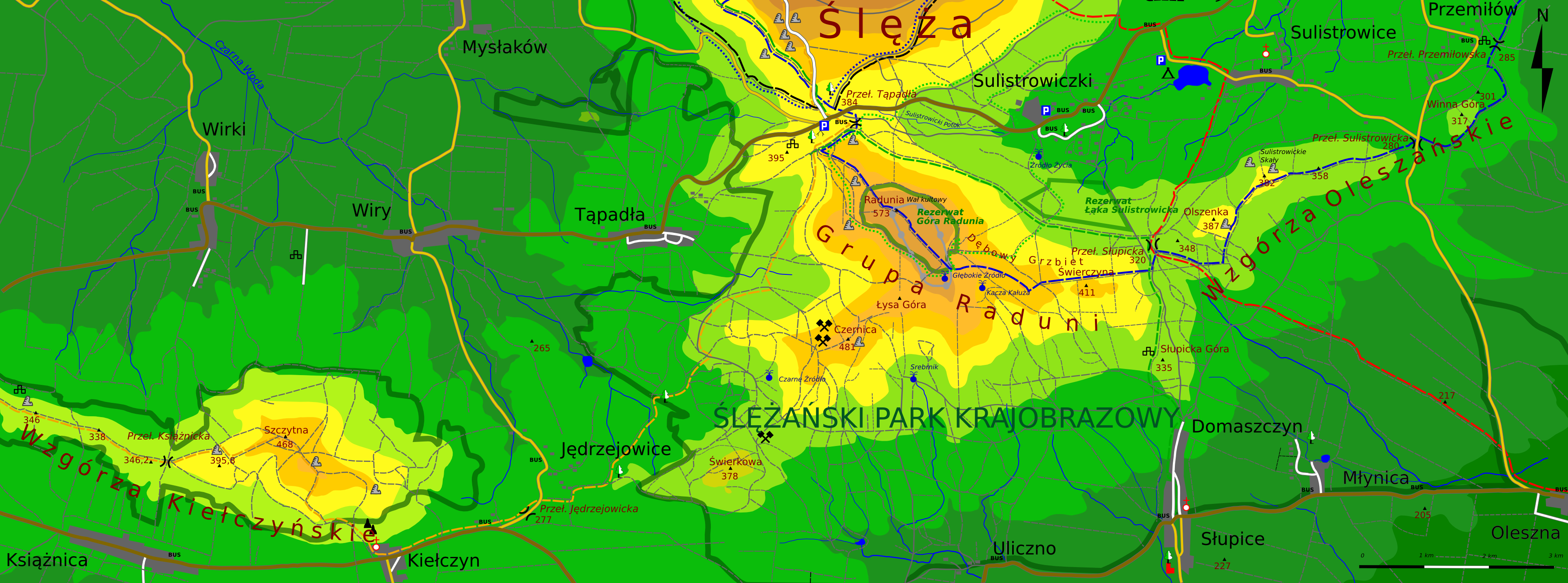
Południowa część Masywu Ślęży